# De moerbeitoppen ruischten
De moerbeitoppen ruischten is een gedicht van Nicolaas Beets (1814-1903) dat in nagenoeg geen bloemlezing ontbreekt.
Beets schreef het toen hij al over de tachtig was. Het is opgenomen in zijn laatste dichtbundel, Dennenaalden (1900), met gedichten uit de jaren 1892 tot 1900. De ik in het gedicht wordt in de nacht door God toegesproken, waardoor "kwellende en ontstellende gedachten" verdreven worden. Hij slaapt in, en blij begroet hij de morgen die hem wekt, want hij weet God nog nabij.
“De moerbeitoppen ruischten”;
God ging voorbij;
Neen, niet voorbij, hij toefde;
Hij wist wat ik behoefde,
En sprak tot mij;

Sprak tot mij in den stillen, 
Den stillen nacht;
Gedachten, die mij kwelden,
Vervolgden en ontstelden,
Verdreef hij zacht.

Hij liet zijn vrede dalen 
Op ziel en zin;
'k Voelde in zijn vaderarmen
Mij koestren en beschermen,
En sluimerde in.

Den morgen, die mij wekte
Begroette ik blij.
Ik had zoo zacht geslapen,
En Gij, mijn Schild en Wapen, 
Waart nog nabij.

De eerste regel van het gedicht is tussen citaattekens geplaatst. Geen letterlijk citaat, maar een verwijzing naar een tekst uit de Statenbijbel, (2 Samuel 5, 22-25 en 1 Kronieken 14, 14-17). Daarin wordt koning David aangevallen door de Filistijnen, maar op bevel van God moet hij wachten met de tegenaanval, totdat gij hoort het geruisch van een gang in de toppen der moerbeziënbomen.
Poëziekenner Gerrit Komrij vond het een vlekkeloos gedicht.
De plechtstatigheid van het ‘ruisen’ en het ‘gaan’, de wisselwerking tussen ‘moerbei’ en ‘voorbij’ de alliteratie van ‘God’ en ‘ging’, de afwisseling van klanken, het metrum, de sterke cesuur, niets in deze eerste zes woorden lijkt toevallig. Niets is vervangbaar. (...) Waarom hadden bijvoorbeeld ook ‘God kwam voorbij’ of ‘God ging langs’ de werking volledig bedorven?